# اتوره پترولینی
اتوره پترولینی (ایتالیایی: Ettore Petrolini؛ ۱۳ ژانویهٔ ۱۸۸۴ – ۲۹ ژوئن ۱۹۳۶) یک هنرپیشه، نمایشنامه‌نویس، رمان‌نویس و فیلم‌نامه‌نویس اهل پادشاهی ایتالیا بود. او را یکی از مهم‌ترین چهره‌های آوانسپتاکولو، وودویل و تئاتر مفرح می‌دانند. او به‌خاطر طرح‌های کاریکاتوری متعددش مورد توجه قرار گرفت و «مخترع شیوه‌ای انقلابی و ضد کنفورمیست برای اجرا» بود. پترولینی همچنین به خاطر خلق شخصیت دادائیست فورتونلو به یاد ماندنی شد. در حال حاضر سهم او در تاریخ تئاتر ایتالیا به ویژه با توجه به تأثیر او بر کمدی قرن بیستم به طور گسترده مورد تایید قرار گرفته است. شخصیت نمادین گاستون او در زبان ایتالیایی برای نوع خاصی از اسنوب‌های صحنه‌پرداز تبدیل شد. کاریکاتور طنز او از امپراطور روم نرون (که در سال ۱۹۱۷ خلق شد و بعدها موضوع فیلمی در سال ۱۹۳۰ شد) به طور گسترده‌ای به عنوان تقلیدی از بنیتو موسولینی تلقی شد.
پترولینی در ۱۳ ژانویه ۱۸۸۴ در رم متولد شد، چهارمین فرزند از شش فرزند آهنگری از شهر رونچیلیونه بود. او با پدرش که فردی سخت‌گیر بود رابطه خوبی نداشت، اما به مادرش نزدیک بود، مادرش هم از لحاظ عاطفی و هم از لحاظ مالی  وقتی تصمیم گرفت حرفه‌ی نمایش را در پیش بگیرد از او حمایت کرد. در همان سال، زمانی که ۱۹ سال داشت، با اینس کولاپیترو آشنا شد که سال‌ها همسر و همراه حرفه‌ای او و همچنین مادر دو فرزندش شد.
در سال ۱۹۲۳، پترولینی به فراماسونری راه یافت.
او در ۲۹ ژوئن ۱۹۳۶ در سن ۵۲ سالگی در رم درگذشت.
از فیلم‌ها یا مجموعه‌های تلویزیونی که وی در آن‌ها نقش داشته‌است می‌توان به نرون اشاره نمود.